# Antonio Draghi
Antonio Draghi (Rímini, Italia, 17 de enero de 1634 - Viena, Austria, 16 de enero de 1700) fue un compositor y libretista italiano, que trabajó principalmente en Austria.  Probablemente era el hermano del compositor Giovanni Battista Draghi, que en las últimas décadas del siglo XVII, fue uno de los compositores más importantes en Viena, especializado en la composición de ópera y oratorios.

## Vida
La primera información biográfica acerca de él se remontan a 1645, cuando a los once años ingresó como soprano en la capilla de la Basílica de San Antonio de Padua con su tío Francisco Florido (que fue contratado como organista y tocando instrumentos de cuerda). En la misma capilla cantó como contralto en agosto de 1648 y como bajo a partir de octubre de 1649 hasta diciembre de 1651.
En 1658 comenzó su larga carrera en la corte imperial de Viena. En un primer momento fue contratado como cantante y luego comenzó la labor de libretista: Su primer libro fue El Almonte. Continuó escribiendo libretos de ópera durante algunos años, de compositores como Antonio Bertali y Pietro Andrea Ziani. Hizo su debut en la ópera en 1666 con La Mascherata.
Con los años, progresó a la más alta instancia de la corte de los Habsburgo: en 1668 la emperatriz Eleonora le nombró Kappelmeister. Johann Heinrich Schmelzer murió en 1680, y 1 de enero de 1682 Draghi le sucedió en la posición de Kappelmeister de la Corte Imperial, cargo que ocupó hasta su muerte.

## Obra selecta
En la línea de lo que se componía en Venecia en sus días, pero con más coros y ballet en sus obras, Drahghi compuso mucha música religiosa, como unos cincuenta oratorios y unas 170 óperas. Algunas de sus obras más sobresalientes fueron:
- La Mascherata, 1666
- Gundeberga, 1672
- Turia Lucrezia, 1675
- Rodogone, 1677
- La magnanimità di Marco Fabrizio, 1695